# Arnold Lequis

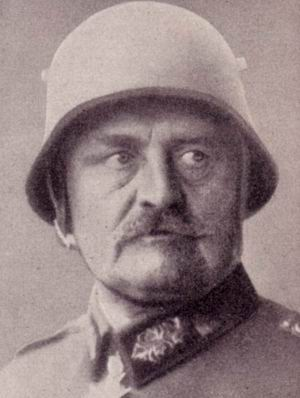
Arnold Lequis

Arnold Lequis (* 2. Februar 1861 in Dillenburg; † 16. Februar 1949 in Wiesbaden) war ein deutscher General der Infanterie.

## Ausbildung und militärische Laufbahn
Lequis besuchte das Gymnasium in Osnabrück und Köln sowie die Polytechnische Hochschule in Aachen. 1880 trat er als Fahnenjunker in das Pionier-Bataillon Nr. 8 der Preußischen Armee ein und avancierte 1881 zum Sekondeleutnant. Bis 1896 stieg er zum Hauptmann im Generalstab auf. 1898 wurde er zum Großen Generalstab kommandiert und war 1902 als Militärlehrer an die Kriegsakademie tätig.

## Tätigkeit in den Deutschen Kolonien

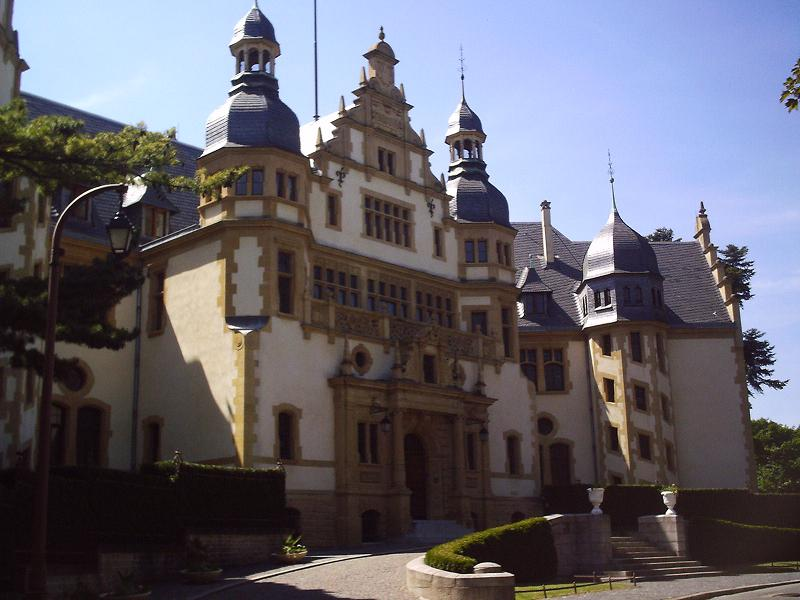
Palais des Gouvernements in Metz

1900 nahm Lequis als Kompaniechef im Ostasiatischen Pionier-Bataillon an der China-Expedition teil. 1904 war er im Generalstab des Etappen-Kommandos in der Kolonie Deutsch-Südwestafrika während des Aufstandes der Herero. Als im Dezember 1904 das russische Zweite Pazifik-Geschwader auf seinem Weg nach Japan vor der Lüderitzbucht ankerte, sorgte Lequis trotz angespannter Lage nach dem Doggerbank-Zwischenfall für Einvernehmen mit dem russischen Admiral Roschestwenski. Nach vorübergehender Tätigkeit im Generalstab des Gouvernements Metz schied er aus der Preußischen Armee aus und wurde mit dem 11. Januar 1908 im Kommando der Schutztruppen im Reichskolonialamt angestellt. 1909 wurde er mit der Vertretung des Kommandeurs der Kaiserlichen Schutztruppe für Kamerun, Major Puder, beauftragt. Seine Aufgabe bestand auch darin, sich über die zerrütteten Verhältnisse des Offizierkorps der Schutztruppe zu orientieren. Er unternahm eine ausgedehnte Inspektionsreise in den Westen Kameruns und in das Waldland im Hinterland der Kribiküste. Im Mai 1909 zum Oberstleutnant befördert, sorgte er für einen Eklat, als er ohne Absprache von seinem Kommando zurücktrat und sich weigerte, unter dem rangniedrigeren stellvertretenden Gouverneur Regierungsrat Hansen zu dienen. Lequis trat wieder in die Preußische Armee zurück, ohne dass die Affäre nachteilige Folgen für ihn hatte.

## Erster Weltkrieg und Bürgerkrieg
1910 wurde Lequis Chef des Generalstabs des Gouvernements Thorn, 1912 zum Oberst befördert und 1913 Kommandeur der Pioniere des I. Armee-Korps. Im Ersten Weltkrieg war er anfangs Chef des Generalstabs des Gouvernements von Posen, ab Oktober 1914 dann Oberquartiermeister der 2. Armee. Im Dezember 1914 wurde er zum Generalmajor befördert. Im Mai 1916 wurde er zum Kommandeur der 104. Infanterie-Brigade ernannt und im November des gleichen Jahres übernahm er die 12. Infanterie-Division. 1917 wurde er mit dem Orden Pour le Mérite und, nach der erfolgreichen Teilnahme an der 12. Isonzoschlacht mit dem Eichenlaub zum Pour le Mérite ausgezeichnet. Im März 1918 nahm er mit seiner Division an der deutschen Frühjahrsoffensive teil und wurde im Juli zum Generalleutnant befördert. Zuletzt war er Gouverneur von Metz und kehrte von dort nach Abschluss des Waffenstillstandes nach Berlin zurück.
Während der Novemberrevolution erhielt Lequis den Befehl über ein nach ihm benannten Generalkommandos, mit dem er noch vor Beginn des Reichsrätekongresses die Ordnung in Berlin im Sinne der OHL wiederherstellen sollte. Die von Lequis und seinem Stabschef Major Harbou ausgearbeiteten Pläne zum Einmarsch der Fronttruppen, darunter viele Garderegimenter, in Berlin wurden jedoch nicht wie geplant ausgeführt bzw. scheiterten daran, dass die meisten Soldaten nach Hause strebten. Beim Einmarsch in Steglitz wurde Lequis von der Regierung Ebert stellvertretend für seine Offiziere und Mannschaften auf die Republik vereidigt und fungierte zeitweilig als Militärgouverneur von Berlin.
Bedeutung erlangte Lequis bei der versuchten Niederschlagung der im Berliner Stadtschloss  und im Marstall einquartierten Truppen der Volksmarinedivision in Berlin zu Weihnachten 1918. Lequis wurde mit der Garde-Kavallerie-Schützen-Division mit der Sicherung des Regierungsviertels betraut. Die Matrosen der Volksmarinedivision beabsichtigten, die verabredete Übergabe des Schlosses an die Regierung von der ausstehenden Auszahlung ihres Soldes abhängig zu machen, die ihnen bislang verweigert wurde. Am 24. Dezember 1918 früh morgens wurden Schloss und Marstall  von den Truppen Lequis mit Kriegsgerät beschossen. Aufgrund der Unterstützung durch die herbeigeströmte Zivilbevölkerung mussten die Truppen jedoch wieder abziehen.  Nachdem Lequis nach Beilegung der Krise ein unbedachtes Zeitungsinterview gegeben hatte, wurde er durch General Freiherr von Lüttwitz abgelöst und zu den Offizieren von der Armee versetzt. Am 23. Juni 1919 wurde er als Führer der Reichswehr-Brigade 8 in Oberschlesien in die Vorläufige Reichswehr übernommen und mit der Leitung des Grenzschutzes betraut. Nach dem Kapp-Putsch schied Lequis am 18. September 1920 aus dem Militärdienst. Drei Monate später wurde ihm noch der Charakter als General der Infanterie verliehen.